# Centro Cultural Gabriela Mistral
El Centro Cultural Gabriela Mistral, Centro GAM o simplemente GAM, es un complejo ubicado en Santiago de Chile. Está compuesto de dos edificios —más de 22 000 m²— con «diez salas para espectáculos, ensayos, exhibición y seminarios; una biblioteca y un estudio de grabación; así como salas de reunión y estudio, cafetería, restaurante y amplios patios al aire libre»; estos espacios «están disponibles para espectáculos, encuentros culturales o académicos, uso público, y actividades privadas o corporativas. Todos ellos cuentan con wifi gratuito». Fue inaugurado como tal en 2010.
Formó inicialmente un conjunto con la torre de 23 pisos, donde en los primeros tiempos de la dictadura militar encabezada por el general Augusto Pinochet funcionó el Poder Ejecutivo, luego el Poder Legislativo y finalmente el Ministerio de Defensa; bajo dicho periodo el conjunto fue conocido como «Edificio Diego Portales». El GAM ocupó lo que fue Centro de Convenciones (13 300 m²), mientras que la torre —calle Villavicencio 364— siguió en manos del Ministerio de Defensa hasta que en enero de 2017, fue traspasado a Bienes Nacionales y la ministra Nivia Palma, anunció que se convertiría en un espacio abierto a las organizaciones de tipo cultural y social. Uso que aún no se ha concretado, encontrándose vacía y sin uso desde 2018.  
Comenzado a construir en diciembre de 1971, fue inaugurado el 3 de abril de 1972 como sede de la Tercera Conferencia Mundial de Comercio y Desarrollo (UNCTAD III). Finalizada esta, fue traspasado al Ministerio de Educación, que lo rebautizó como Centro Cultural Metropolitano Gabriela Mistral; después del golpe militar , fue adaptado como sede de gobierno ya que el palacio de La Moneda había quedado seriamente dañado por el bombardeo sufrido el día del golpe de Estado.
El GAM se ubica en la Alameda 227, junto a la estación Universidad Católica del metro.

## Historia

### UNCTAD y Centro Cultural Metropolitano
El edificio fue diseñado por los arquitectos José Covacevic, Hugo Gaggero, Juan Echenique, José Medina y Sergio González Espinoza para albergar la Tercera Conferencia Mundial de Comercio y Desarrollo de las Naciones Unidas (UNCTAD III), que se celebró del 13 de abril al 21 de mayo de 1972.
El gobierno de Salvador Allende, que encargó la construcción del inmueble, reclutó a miles de voluntarios para la rápida ejecución de las obras, que estuvieron terminadas en 275 días. Las obras se iniciaron el 1 de junio de 1971 con las primeras demoliciones y excavaciones, mientras que los trabajos de las fundaciones de los edificios comenzaron el 14 de julio y los tijerales se celebraron el 30 de octubre. El conjunto arquitectónico fue recibido oficialmente el 3 de abril de 1972, fecha en que fue entregado a la Organización de las Naciones Unidas (ONU) para la celebración de la conferencia.
Después de realizada la conferencia, y cumpliendo con la vocación social que quiso imprimirle Allende, el 17 de agosto de 1972 el edificio fue transferido al Ministerio de Educación, pasando a denominarse «Centro Cultural Metropolitano Gabriela Mistral», en honor a la poeta Gabriela Mistral, siendo su primera directora Irma Cáceres de Almeyda.

Queremos que esa torre sea entregada, y así lo propondré, a las mujeres y a los niños chilenos, y queremos que esa placa sea la base material del gran Instituto Nacional de la Cultura [...] queremos que la cultura no sea el patrimonio de una elite, sino que a ella tengan acceso —y legítimo— las grandes masas preteridas y postergadas hasta ahora, fundamentalmente, los trabajadores de la tierra, de la usina, de las empresas o el litoral.
Salvador Allende, Santiago, 17 de mayo de 1972.

El casino que brindó alimentación a los asistentes a la UNCTAD III fue entregado al Consejo de Presidentes de Federaciones Universitarias de Chile el 23 de junio de 1972, el cual lo convirtió en un gran restaurante de autoservicio, inaugurado por el presidente Salvador Allende el 12 de septiembre de 1972 y que entregaba comidas a precios accesibles.
En las elecciones parlamentarias del 4 de marzo de 1973, el Edificio Gabriela Mistral sirvió como centro de cómputos del Ministerio del Interior y a la vez albergó las mesas de votación de mujeres de la comuna «Santa Lucía» del centro de Santiago. El edificio llegó a contar con su propia oficina de Correos y Telégrafos, la cual fue creada el 5 de abril de 1973.

### Edificio Diego Portales / Torre Villavicencio

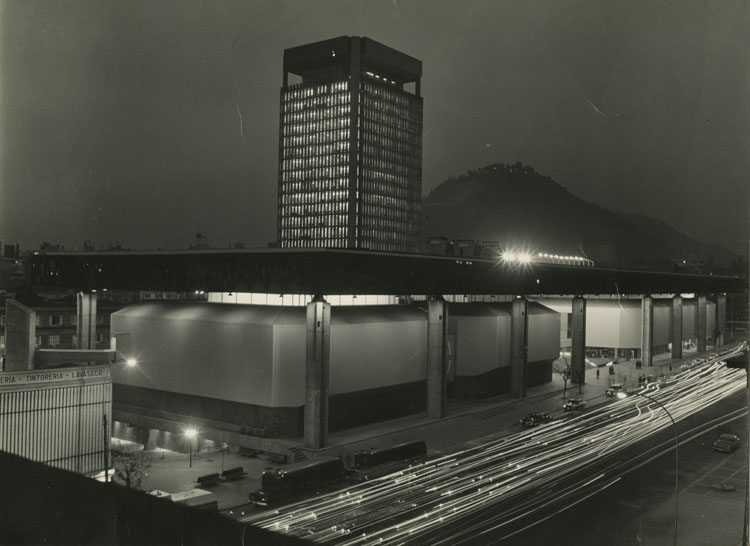
El edificio de la UNCTAD luego de su inauguración.

Luego del bombardeo e incendio del Palacio de la Moneda, producto del golpe de Estado del 11 de septiembre de 1973, el edificio se constituyó en la sede del gobierno. El Decreto Ley N.º 190 de 10 de diciembre de ese año cambió el nombre del complejo por «Edificio Diego Portales». En él funcionaron, desde 1973 hasta 1981, el Poder Ejecutivo (bajo la administración de Augusto Pinochet) y el Poder Legislativo (conformado por la Junta de Gobierno). También tenían sede en el recinto otros organismos públicos, como por ejemplo la Secretaría General de Gobierno, la Casa Militar, el Ministerio del Interior, la Comisión Nacional de la Reforma Administrativa (Conara) y la División de Comunicación Social (Dinacos). Diversos estudios han constatado que durante la dictadura de Augusto Pinochet, fue sede y centro de torturas para prisioneros políticos importantes o clasificados, el más reconocido un niño de 11 años, que nunca logró ser identificado, solo se encontraron sus restos calcinados con cinco heridas de fusil. Diversos visitantes afirman haberlo visto merodeando las instalaciones, con mayor frecuencia en los estacionamientos del edificio principal. La cultura popular lo ha bautizado como "El angelito".
El 11 de marzo de 1981, cuando las oficinas de la presidencia regresaron a La Moneda, la torre continuó siendo sede del Poder Legislativo, ejercido por la Junta de Gobierno, hasta el retorno a la democracia en 1990.
Durante los tres primeros gobiernos de la Concertación (1990-2006), la placa fue utilizada como centro de conferencias y convenciones públicas y privadas, y la torre fue la sede del Ministerio de Defensa Nacional; la mayoría de sus departamentos se trasladaron en 2007 al Barrio Cívico, pero los 23 pisos del rascacielos —calle Villavicencio 364— siguieron en manos del Ministerio, que se aprestaba a abandonarlo definitivamente a fines de 2014; sin embargo, esto se concretó con un retraso de dos años, a principios de 2017.
Además, durante las elecciones albergaba el centro de cómputos del Ministerio del Interior. Para las elecciones primarias del 30 de junio de 2013 el edificio volvió a ser Centro de Prensa, pero esta vez a cargo del Servicio Electoral, que se instaló en la Biblioteca del Centro Cultural Gabriela Mistral.

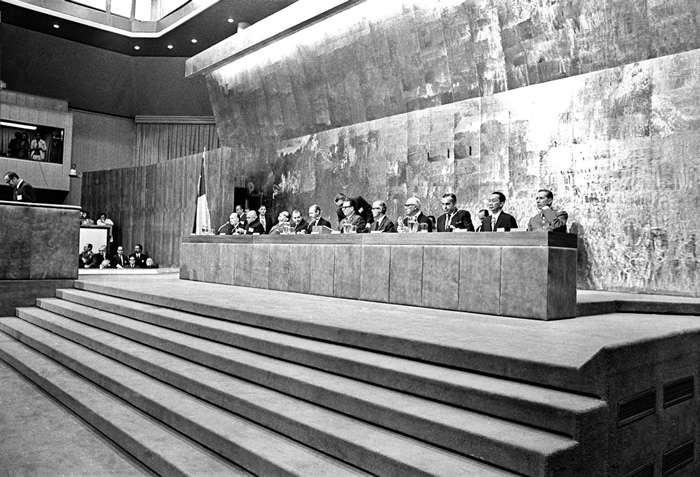
El Salón de Plenarios en el año de su inauguración lo muestra tal cual se conservó hasta el incendio de 2006.

Defensa siguió ocupando la torre Villavicencio hasta el 2016 inclusive y en enero del año siguiente traspasó finalmente el edificio a Bienes Nacionales. La ministra del ramo, Nivia Palma, anunció que se convertiría en un espacio abierto a las organizaciones de tipo cultural y social; en abril, Palma informó que la decisión de conceder gratuitamente un piso completo a la Fundación Víctor Jara en el inmueble, que debe estar operativo en el segundo semestre de 2017. Otras organizaciones que esperaban concesiones gratuitas en este Edificio de la Ciudadanía eran la Comisión Chilena de DD.HH., la Corporación Villa Grimaldi, la Venda Sexy, la Corporación Humanas, la Corporación del Trasplante y la del Trasplantado, el Consejo de la Infancia o la Corporación Letras de Chile, además de posibles espacios destinados a residencias para artistas de regiones que realicen pasantías en el GAM. Sin embargo, un informe técnico del Ministerio de Obras Públicas declaró a la torre como inhabitable, y en 2018 el ministro de Bienes Nacionales Felipe Ward comunicó que una eventual normalización de la estructura completa tomaría entre tres o cuatro años y cerca de $19 750 millones.

#### Incendio

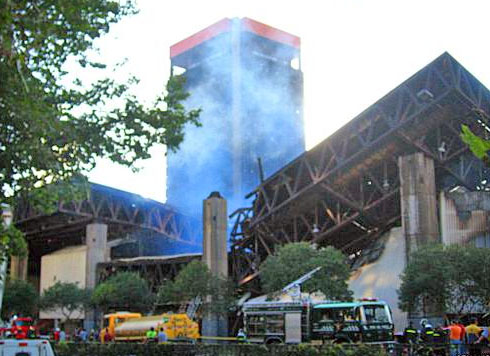
Incendio del edificio, 5 de marzo de 2006.

A las 16:45 horas del 5 de marzo de 2006, se declaró un violento incendio, originado en el ala oriente del centro de convenciones,  el cual destruyó un 40% de su estructura. El salón de plenarios fue completamente destruido, el salón blanco y azul resultaron dañados en un 25%. Además, provocó el derrumbe por derretimiento de la estructura metálica del techo, tras media hora de declarado el fuego. El incendio movilizó a 28 unidades del Cuerpo de Bomberos de Santiago y mantuvo la Alameda cerrada desde Plaza Baquedano hasta el Cerro Santa Lucía, además de suspender la atención del metro en la estación Universidad Católica, ubicada bajo el edificio. La columna de humo tóxico generada fue visible desde varios puntos, mientras era desplazada por los vientos hacia el sector oriente de Santiago. Finalmente, el incendio fue controlado tras una hora de labores.

El informe oficial, entregado por el Cuerpo de Bomberos de Santiago, declaró que el incendio se habría originado por un recalentamiento en la red eléctrica, la cual se encontraba sin mantención, producto de remodelaciones que se estaban realizando en el subterráneo del lado oriente. La pintura de Roberto Matta que adornaba el interior no resultó dañada.

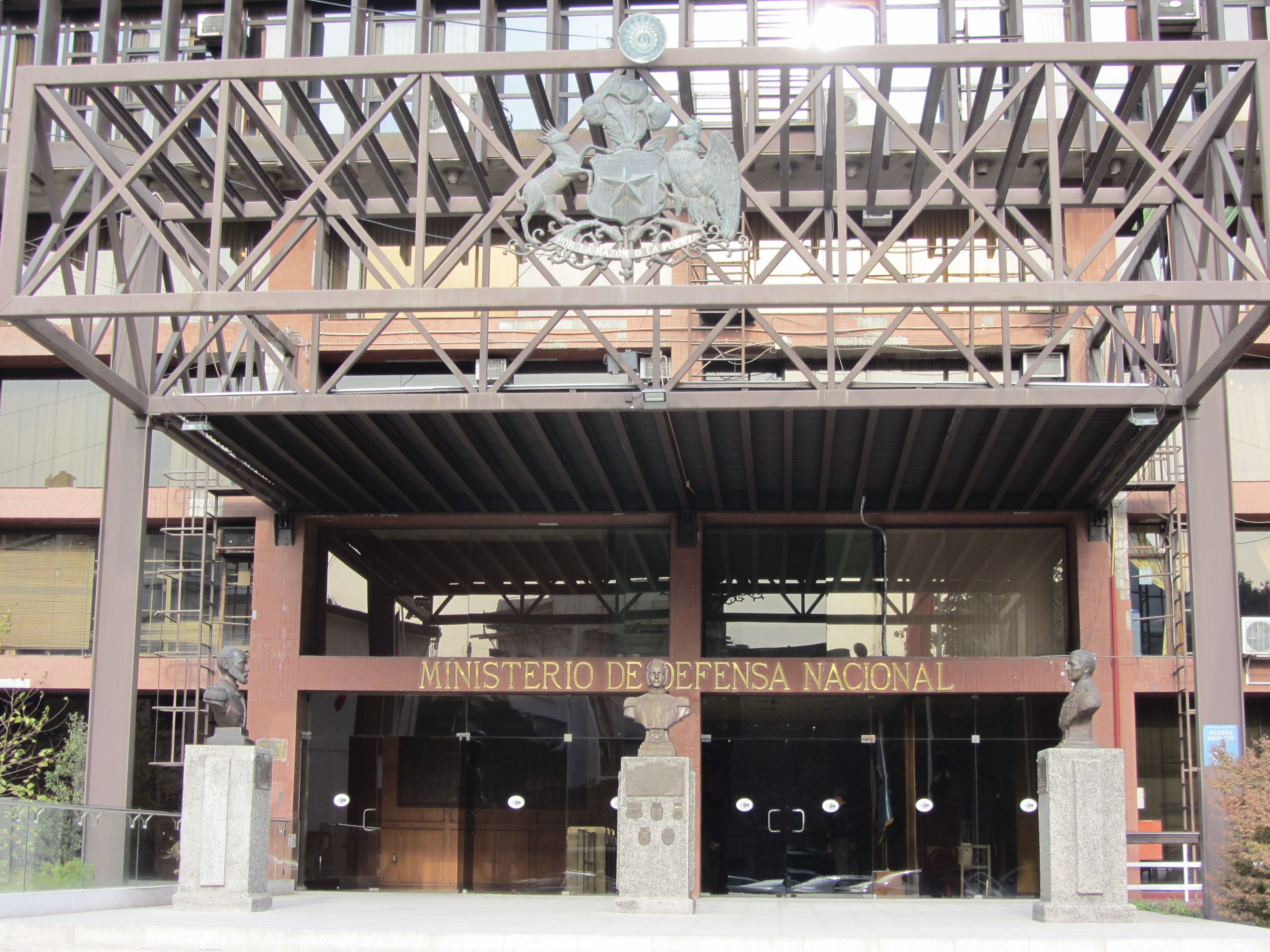
Entrada de la torre cuando todavía era sede del Ministerio de Defensa.

### Reconstrucción y nacimiento del nuevo centro cultural
Una vez extinguido el incendio, se procedió al retiro de los escombros. La presidenta Michelle Bachelet ordenó la creación de un Comité de Ministros para la Reconversión del Edificio Diego Portales, conformado por los titulares de las carteras de Defensa, Vivienda, Bienes Nacionales y Cultura, con el fin de decidir el destino del inmueble. Se llamó a propuesta pública y el 15 de diciembre de 2007, veintiún meses después del incendio, se anunció que había ganado el proyecto del arquitecto Cristián Fernández en conjunto con la oficina Lateral Arquitectos.
El GAM aprovecha la infraestructura del que fuera Centro de Convenciones reinterpretada por los arquitectos. Fernández proponía mantener abierto el edificio en su parte reconstruida, con el fin de permitir el flujo de las personas que circulan por el sector, lo que implicaría la sectorización del inmueble en tres partes, además de renombrarlo como Centro Cultural Gabriela Mistral, lo que se concretó el 19 de octubre de 2009. El edificio sería en adelante un organismo autónomo, con una sala de espectáculos para dos mil quinientas personas, una sala dedicada exclusivamente a la danza, un archivo de artes escénicas y una audioteca asociada a una biblioteca, además de una sala de exhibición del Museo de Arte Popular Americano de la Universidad de Chile. La inauguración de la primera etapa del centro se realizó el 4 de septiembre de 2010, dos semanas antes de la celebración del Bicentenario de la República.
Adquirió su actual denominación el 19 de octubre de 2009, cuando la presidenta Michelle Bachelet promulgó la ley 20386, publicada el 27 de octubre de ese año, en la que se estableció que se le diera el nombre de la Premio Nobel chilena «con la finalidad de perpetuar su memoria y honrar su nombre y su contribución a la conformación del patrimonio cultural de Chile y de las letras hispanoamericanas».
Como centro cultural fue inaugrado el 4 de diciembre de 2010 y en sus dos primeros años de funcionamiento recibió la visita de un millón cien mil personas.
La primera directora ejecutiva del GAM fue Alejandra Wood, hasta que renunció el 30 de septiembre de 2015. Una semana más tarde se reunió el directorio para definir el periodo de transición y nombró como subrogante en el cargo a Cristián Uribe (quien trabaja en el GAM desde su creación como asesor jurídico y secretario del directorio), hasta que se eligiera al nuevo ejecutivo, para lo cual se llamó a una convocatoria abierta. El 25 de enero de 2016 Felipe Mella fue elegido para el puesto, que ocupará durante cuatro años a partir del 1 de marzo. Gestor cultural de experiencia, los últimos 8 años estuvo a cargo de la galería santiaguina Balmaceda Arte Joven.
Hasta 2022 albergó la Furia del Libro y desde 2024 alberga la Feria Internacional de Arte Contemporáneo de Chile.

### Ampliación

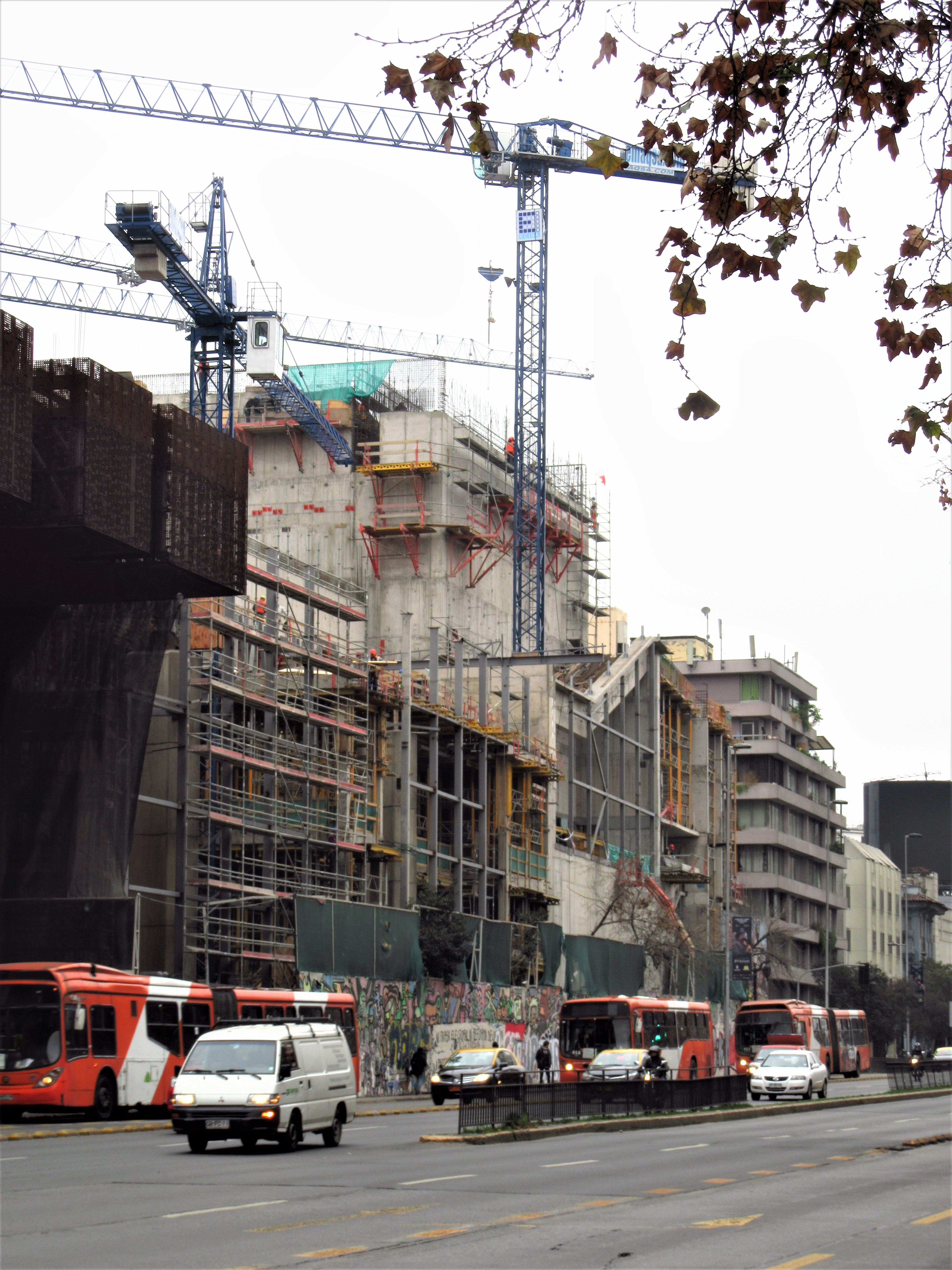
Ampliación del GAM detenida desde 2018.

En 2015 inició la construcción de la ampliación del centro cultural, que pretendía inaugurarse en 2017. Diversas dificultades, como la inundación por el desborde del río Mapocho en 2016, y la quiebra de la empresa constructora, llevó a que en 2018 se paralizaran las obras. Se espera que los trabajos definitivos comiencen en 2021, para estar listos en el primer semestre de 2024.
Debido a nuevas postergaciones el proyecto se reactivó en 2024 bajo el gobierno de Boric, y se espera que finalicen las obras en el año 2028.

## Obras de arte en GAM

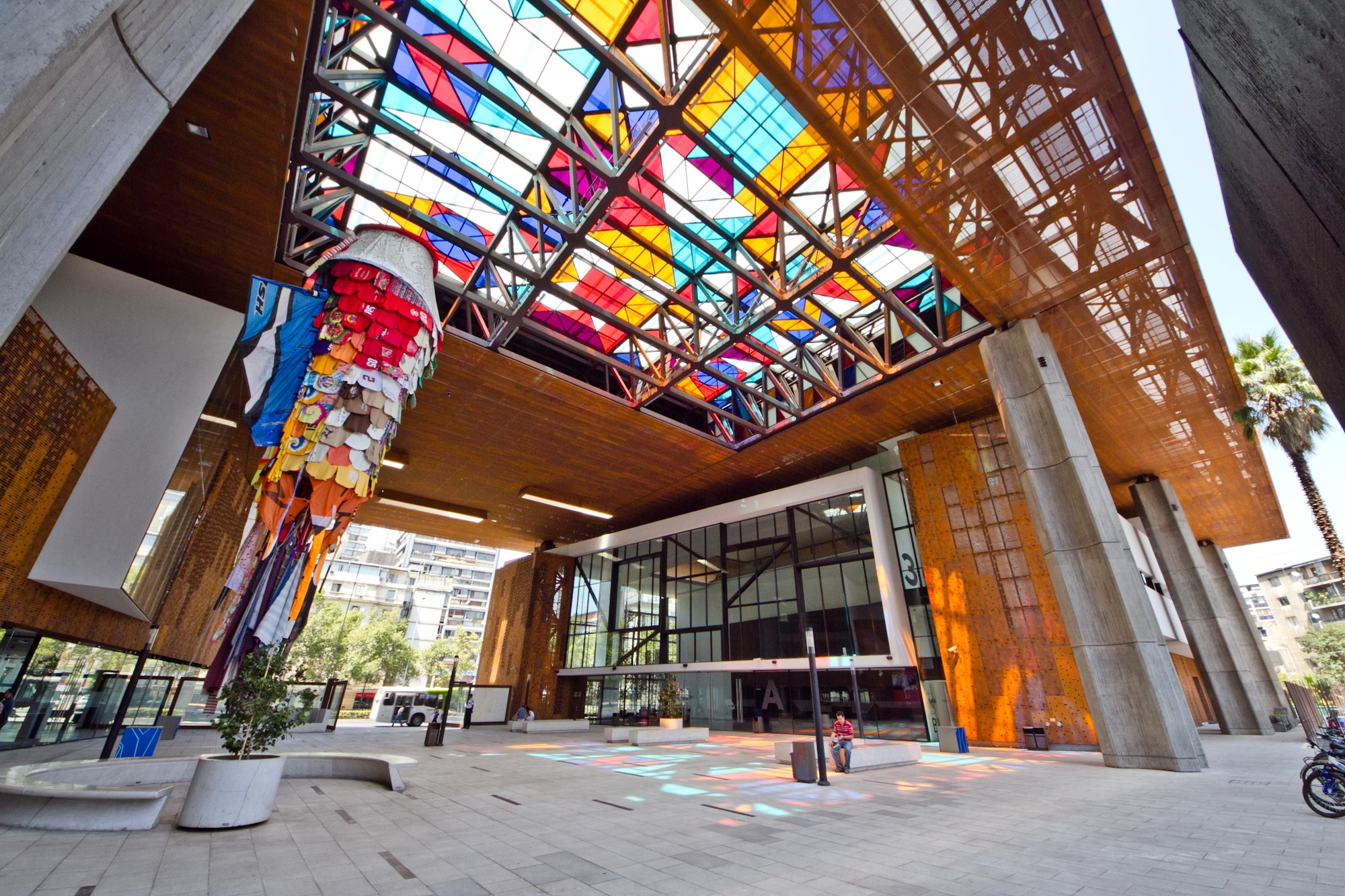
Vitral de Juan Bernal Ponce, a la entrada del GAM.

La construcción de la sede de la UNCTAD III reunió también a connotados artistas que realizaron obras de arte destinadas al edificio. El proyecto, coordinado por Eduardo Martínez Bonati, integraba varias creaciones a la arquitectura: el vitral de Juan Bernal Ponce, a la entrada, las intervenciones de Nemesio Antúnez, las chimeneas de Félix Maruenda, los grandes peces de mimbre sobre el casino, de Alfredo Manzano, los dos cuadros de Roberto Matta, o las esculturas de Sergio Mallol y Federico Assler, entre otras 30 obras que se incorporaron como elementos decorativos para el interior y exterior. En un principio, existían señales diseñadas especialmente para poder hacer un recorrido de todas las instalaciones. Pero cuando el complejo se convirtió en sede de la Junta Militar encabezada por el general Augusto Pinochet, muchas de las obras fueron retiradas y algunas se perdieron, como las de José Balmes, Mario Carreño, Guillermo Núñez, Mario Toral, Eduardo Vilches; desapareció asimismo un mural de dos metros de alto y siete de ancho hecho por las bordadoras de Isla Negra. Este último reapareció en 2019, siendo restaurado e reinaugurado el 3 de abril de 2022 para la celebración de los 50 años del edificio.
A principios de la segunda década del siglo XXI, en septiembre de 2010, el Centro Gabriela Mistral logró "rescatar e integrar a su nueva arquitectura once de estas obras originales, las que han sido restauradas y reubicadas en los nuevos espacios". Entre las obras recuperadas están las esculturas de Sergio Mallol, Sergio Castillo, Marta Colvin, Samuel Román; también se ha restaurado la puerta de madera, cobre y aluminio fundido de Juan Egenau, que da como acceso a una de las salas de exposiciones, y se rehízo el vitral de Bernal, que ahora cubre la plaza que une los dos edificios del GAM. También se reinstalaron los tiradores de puertas de Ricardo Mesa, las lámparas de Ramón López y Bernardo Trumper, el mural de José Venturelli y los bebederos de Luis Mandiola.
En 2013 se reabrió la plaza Federico Assler, con su conjunto escultural de hormigón armado cuya parte central tiene cinco metros de alto; desde ahí se desprenden cuatro brazos de más de tres metros de largo. Como dijo el Premio Nacional de Arte 2009 es “una obra no sólo para mirarla, sino para sentarse en ella, para ocuparla”. La plaza tiene 800 m² y se puede acceder desde el patio del GAM y desde calle Villavicencio.